# 3172 Hirst
3172 Hirst è un asteroide della fascia principale. Scoperto nel 1981, presenta un'orbita caratterizzata da un semiasse maggiore pari a 2,4270214 UA e da un'eccentricità di 0,2223694, inclinata di 3,64889° rispetto all'eclittica.
L'asteroide è dedicato all'astronomo sudafricano William Parkinson Hirst, calcolatore di molte orbite degli asteroidi scoperti a Johannesburg.